# 68109 Наоміпасачофф
68109 Наоміпасачофф (68109 Naomipasachoff) — астероїд головного поясу, відкритий 17 грудня 2000 року.
Тіссеранів параметр щодо Юпітера — 3,461.